# あそぼう!! ハローキティ
『あそぼう!! ハローキティ』は、テレビ東京系列局ほかで放送されていたテレビ東京製作の子供向け番組。製作局のテレビ東京では1994年4月6日から同年9月28日まで、毎週水曜 7時35分 - 8時05分に放送。
サンリオのキャラクターたちが登場する番組で、基本的な内容はバッドばつ丸がレギュラーとして登場する以外は前番組『大好き!ハローキティ』のそれとほぼ同じだった。

## スタッフ
- 製作総指揮：辻信太郎（サンリオ）※第8回からテロップ。
- 制作：辻邦彦（サンリオ）
- 企画：野村高章（サンリオ）
- チーププロデューサー：吉川隆治、佐藤誠（サンリオ）
- テレビ東京プロデューサー：岩田圭介
- プロデューサー：平松義行、野村高章、斎藤雄樹（サンリオ）
- 演出：後根紀夫（サンリオピューロランド）
- 構成・音楽：片山耕（サンリオピューロランド）
- 撮影技術・編集・MA：IMAGICA
- オープニングCG製作：エムケイ（エムケイCG研究施設、担当：笹原和也）※CG製作実務者の名前はノンテロップ。
- 音楽協力：テレビ東京エンタープライズ
- 制作協力：サンリオピューロランド
- 製作著作：株式会社サンリオ

## 放送内容
- オープニング（フルCGによるアニメ映像）
- ハローシアター（サンリオキャラクターアニメビデオの分割放送）
- 体操コーナー みんなにいちばん 他
- ばつ丸のピューロ探検 - サンリオピューロランドの探検コーナー
- ミュージックボックス（歌のコーナー）
- プレゼントコーナー
- サンリオピューロランドニュース - サンリオピューロランドの情報コーナー。
- エンディング - ピューロランドの知恵の木ステージで着ぐるみのサンリオキャラクター（キティ、けろっぴ、ポチャッコ、マロンクリーム）がダンサーと踊る映像。

### ハローシアター
- バッドばつ丸のオレのポチは世界一（1994年9月21日放送、テレビにて初公開）
- バッドばつ丸の男度胸の思いやり（1994年9月28日放送、テレビにて初公開）

アニメーション制作はグルーパープロダクションが担当。

## 出演者
- 片山耕[1]
- 井上かなえ
- 金子知恵
- 関口怜奈
- ハローキティ
- バッドばつ丸
- けろけろけろっぴ
- アヒルのペックル
- みんなのたあ坊
- パティ&ジミー
- タキシードサム
- ハンギョドン
- マロンクリーム
- リトルツインスターズ（キキとララ）
- ポチャッコ - エンディングに登場

## 声の出演
- 林原めぐみ（ハローキティ）
- 瀧本富士子（バッドばつ丸）
- 松尾佳子（けろっぴ）
- 山田恭子（ペックル）
- 高木早苗（たあ坊）
- 戸田恵子（キキ）
- 白鳥由里（ララ）

## 放送局
| 放送対象地域   | 放送局         | 系列           | 備考                                |
| -------------- | -------------- | -------------- | ----------------------------------- |
| 関東広域圏     | テレビ東京     | テレビ東京系列 | 製作局                              |
| 北海道         | テレビ北海道   | テレビ東京系列 |                                     |
| 愛知県         | テレビ愛知     | テレビ東京系列 |                                     |
| 大阪府         | テレビ大阪     | テレビ東京系列 |                                     |
| 岡山県・香川県 | テレビせとうち | テレビ東京系列 |                                     |
| 福岡県         | TXN九州        | テレビ東京系列 | 途中打ち切り（1995年3月放送まで）。 |

## 番組テーマ曲
本番組のオープニングテーマとエンディングテーマを収録したシングルCDは既に廃盤である。また、上記の「みんなにいちばん」を収録したシングルCDも発売されたが既に廃盤である。
オープニングテーマ「いたずら天使」
作詞：室生あゆみ 作曲：池毅 歌：須藤まゆみ
1997年11月21日に日本コロムビアより発売された「サンリオキャラクター・ソング ハロー キティ-いたずらてんし-」（CODZ-3045）の2曲目に収録。
※OVA『アニメでみるしつけビデオ ハローキティといっしょ』のオープニングテーマとしても使用。また、後番組の『ハローキティとバッドばつ丸』でも初期からオープンニングテーマ曲として使われていた。また、サンリオピューロランドの姉妹パーク「ハーモニーランド」のPR番組『キティズパーティー』（キティズパーティー2）の主題歌としても映像・音声が共に転用された。
エンディングテーマ「天下無敵のアーティスト」
作詞：並河祥太 作曲：大森俊之 歌：アチャラカ・Boo&ファミリー
※前身の番組『大好き!ハローキティ』でもエンディングとして使用された楽曲。
ただし『大好き！ハローキティ』のバージョンとはアレンジが若干異なる。
なお、ビデオ『みんなでダンス！』では「SO LONG（作詞、作曲：片山耕）」が使用された。
挿入歌「みんなにいちばん」
作詞：片山耕/並河祥太 作曲：片山耕
※前身の番組『大好き!ハローキティ』でも使用された楽曲。ただし、アレンジと歌手は異なる。
映像には上記出演者（金子知恵、関口怜奈を除く）以外にもぽこぽん日記（ぽこぽん）、おさるのもんきち（もんきち）、ノラネコランド（クロ・トラ・ミケ）、ザ・ボードビル・デュオ（エディ・エミィ）が出演する。

## 映像ソフト
- 『あそぼう!!ハローキティ みんなでダンス！ -リズミックワールド-』（サンリオビデオ、1994年8月1日 SAVV-180 ISBN 4-387-94090-5 ）
番組で放送されたダンスや歌などを収録。30分。
収録曲：みんなにいちばん、インディアンズ・ウォーク、ハッパキッズ、ジャングル・サバイバル、ハイパー・スポーツ・ダイナマイト、ライドオンリズム、みんなにいちばん（カラオケ）、ハッパキッズ（カラオケ）、ハイパー・スポーツ・ダイナマイト（カラオケ）、バッドばつ丸のプロフィール紹介（おまけ）